# فرسان آخر زمن (فلم)
فرسان آخر زمن  فيلم دراما مصري للمخرج مدحت السباعي عام 1993 وقام المخرج أيضا بكتابة السيناريو والحوار والمعالجة السينمائية. الفيلم من بطولة فاروق الفيشاوي، إلهام شاهين، محمود حميدة، مصطفى فهمي، صابرين، ونجوى فؤاد  وتدور الأحداث حول ثلاثة من الشباب حديثي التخرج واختلاف طموحاتهم وأهدافهم، منهم من يعمل بالصحافة ويهتم بالسياسة والآخر الذي يفشل ويسلك الطريق المعوج والثالث الذي تسيطر عليه أفكاره الرومانسية، وتحولهم ظروف الحياة من الصداقة إلى العداوة.
صدر الفيلم إلى دور العرض المصرية في 24 مارس 1993. وهو من أفلام عيد الفطر 1413 هـ.
منح موقع قاعدة بيانات الأفلام العربية «السينما.كوم» الفيلم درجة 7.3/ 10.

## طاقم التمثيل
فاروق الفيشاوي: في دور طارق منصور (الصحفي – السياسي)
إلهام شاهين: في دور سمية (أخصائية العلاج الطبيعي)
محمود حميدة: في دور وجدي حسنين (الفاسد)
مصطفى فهمي: في دور عادل فهمي (الرومانسي)
صابرين: في دور سامية حمدي (الممثلة)
نجوى فؤاد: في دور زوزو مخيمر (الراقصة)
أحمد توفيق: في دور شكري (رئيس التحرير الثوري)
عصمت محمود: في دور خالة عادل فهمي
أمين عنتر: في دور رشدي ثابت (منتج السينما)
عزت المشد: في دور حنفي (عم وجدي حسنين)
أنور عبد العزيز: في دور منصور (والد طارق)
أمير شاهين: في دور طارق وجدي
مدحت السباعي: في دور نادل الفندق
بالاشتراك مع: ميرفت حافظ – يسري العشماوي – أحمد البرعي – رمزي غيث – سيد مصطفى – أحمد مصطفى – يوسف رجائي – عبد الجواد متولي – رضا السيد – صالح العويل.

## أحداث الفيلم
يتخرج الفرسان الثلاثة طارق منصور (فاروق الفيشاوي) وعادل فهمي (مصطفى فهمي) ووجدى حسنين (محمود حميدة)، بكلية الآداب جامعة الإسكندرية عقب نكسة 1967 ويتوجهون لشاليه بالعجمي ليحتفلون بتخرجهم. يقوم الثلاثة بإنقاذ الفتاة مها (ميرفت حافظ) من سائق سيارة أجرة وهو يحاول اغتصابها، وفي الشاليه يغتصبها وجدي، وهو لا يدري أنها مريضة قلب، وتموت بين يديه. يتخلص الثلاثة من الجثة في البحر. طارق منصور هو شاب متفوق ويريد العمل بالصحافة، ولكن والده (أنور عبد العزيز) يقنعه بالعمل معيد بالكلية، ولكن طارق يلجأ لرئيس التحرير الثوري، شكري (أحمد توفيق) الذي يطلب منه إجراء مقابلة مع الممثلة سامية حمدى (صابرين). يتقرب طارق من سامية ولكنها تتزوج من غيره. عادل فهمي هو شاب رومانسي يعيش مع خالته (عصمت محمود) بعد وفاة والديه، وينضم لفريق كرة قدم النادي الأهلي ويصبح نجما، ويقع في حب أخصائية العلاج الطبيعي سمية (إلهام شاهين) ويتزوجها، ولكنه يظل في معاناة مع ذكريات الفتاة المغتصبة، ويؤثر ذلك على علاقته الجنسية مع سمية. يوقع عادل عقدا مع المنتج رشدي ثابت (أمين عنتر) للعمل في فيلم مع النجمة سامية حمدي. وجدى حسنين هو فارس الضياع والتهور، ويعيش مع عمه حنفي (عزت المشد) ويعمل بالتدريس ثم يسافر إلى لندن ويعود بعد فشلة. يذهب وجدي لزيارة صديقه عادل اثناء غيابه ويتقرب من سمية ويقيم معها علاقة تسفر عن حملها. تتوجه سمية لزوجها عادل لطلب الطلاق، فتجده في الفراش مع الممثلة سامية حمدي. يتم طلاق سمية من عادل، وتضع مولودها طارق. يتعرف وجدي على الراقصة زوزو مخيمر (نجوى فؤاد) ويتزوجها، ويكون معها شبكة للدعارة، حتى يتم القبض عليه. في السجن يلتقي وجدي بصديقه طارق الذي قبض عليه لمعارضته نظام السادات. يخرج طارق بعد اغتيال السادات ويعين رئيساً للتحرير، ويتزوج من سامية، بينما تنكر الجميع لوجدي فعمل مع عصابة لتهريب المخدرات. يكون وجدي ثروة يبدأ بها شركة للتصدير والاستيراد تعمل بطرق غير قانونية حتى يصبح من رجال الأعمال البارزين. يبدأ وجدي في البحث عن ابنه طارق (أمير شاهين) وأمه سمية، ويستمر في علاقته بها حتى يفاجئهم الطفل ويعود لوالده الرسمي عادل الذي يمنعه من زيارة أمه سمية ويتهمها بالفسوق. تتهم سمية أيضاً عادل بالفسوق وأنها شاهدته في فراش سامية زوجة طارق الذي لا يتحمل الصدمة فيطلق سامية. يكتب طارق مقالات تفضح أعمال وجدي المشبوهة، فيخطفه وجدي ويهدده بفضيحة الفتاة المغتصبة، كما يخطف ابنه طارق ويقرر سفره مع أمه سمية للخارج. يقوم وجدي بمصارحة عادل بإنه والد طفل سمية، يشهر عادل مسدسه، ولكن وجدي يعاجله بطلق ناري يودي بحياته، وعندما يتدخل طارق، يصرعه هو الآخر، ولكنه يرى شبح مها، الفتاة المغتصبة، فيصاب بالجنون.

## وصلات خارجية
- مقالات تستعمل روابط فنية بلا صلة مع ويكي بيانات
- فرسان آخر زمن على موقع الدهليز
- فرسان آخر زمن على موقع كاروهات